# Streepzaadvedermot
De streepzaadvedermot (Crombrugghia distans) is een nachtvlinder uit de familie vedermotten (Pterophoridae).
De streepzaadvedermot is een vlinder met een spanwijdte van 15 tot 22 millimeter. In rust rolt de vlinder de vleugels op, zodat ze op twee opzij lijkende staken lijken. De opgerolde vleugels zijn bruin, hebben een inkeping vanuit de punt waar ook enkele wittige dwarslijntjes lopen. De soort is moeilijk te onderscheiden van soorten uit het geslacht Oxyptilus, bij welk geslacht hij voorheen ook werd ingedeeld.
De waardplanten komen uit de composietenfamilie, met name streepzaad en muizenoor.
De vlinder komt algemeen voor in een groot deel van Europa, Klein-Azië en Noord-Afrika. In Nederland is de soort zeldzaam, en alleen bekend uit de kuststreek. In België is de soort alleen bekend van voor 1980 in West-Vlaanderen.
De vliegtijd is van april tot september in twee generaties per jaar.